# Elecciones municipales de 2015 en Fuenlabrada
Las elecciones municipales de 2015 se celebraron en Fuenlabrada el domingo 24 de mayo, de acuerdo con el Real Decreto de convocatoria de elecciones locales en España dispuesto el 30 de marzo de 2015 y publicado en el Boletín Oficial del Estado el día 31 de marzo. Se eligieron los 27 concejales del pleno del Ayuntamiento de Fuenlabrada, a través de un sistema proporcional (método d'Hondt), con listas cerradas y un umbral electoral del 5 %.

## Resultados
La candidatura del Partido Socialista Obrero Español encabezada por el alcalde Manuel Robles Delgado obtuvo una mayoría simple de 13 concejales; mientras que las listas del Partido Popular, Ganar Fuenlabrada, Ciudadanos e Izquierda Unida de la Comunidad de Madrid-Los Verdes obtuvieron 5, 4, 4 y 1 concejales respectivamente. Los resultados completos se detallan a continuación:
| Candidatura                        | Candidatura                                              | Votos   | %                               | Concejales                      |
| ---------------------------------- | -------------------------------------------------------- | ------- | ------------------------------- | ------------------------------- |
|                                    | Partido Socialista Obrero Español (PSOE)                 | 40 529  | 45,24                           | 13                              |
|                                    | Partido Popular (PP)                                     | 15 165  | 16,93                           | 5                               |
|                                    | Ganar Fuenlabrada (GF)                                   | 13 001  | 14,51                           | 4                               |
|                                    | Ciudadanos-Partido de la Ciudadanía (Cs)                 | 11 754  | 13,12                           | 4                               |
|                                    | Izquierda Unida Comunidad de Madrid-Los Verdes (IUCM-LV) | 5065    | 5,65                            | 1                               |
| Unión Progreso y Democracia (UPyD) | Unión Progreso y Democracia (UPyD)                       | 2218    | 2,48                            | 0                               |
| Vox (Vox)                          | Vox (Vox)                                                | 766     | 1,21                            | 0                               |
| Votos en blanco                    | Votos en blanco                                          | 1086    | 1,21                            | n/a                             |
| Votos válidos                      | Votos válidos                                            | 89 854  | 100,00                          | 27                              |
| Votos nulos                        | Votos nulos                                              | 1083    | Participación: \| \| 64,86 % \| | Participación: \| \| 64,86 % \| |
| Votantes                           | Votantes                                                 | 90 667  | Participación: \| \| 64,86 % \| | Participación: \| \| 64,86 % \| |
| Electores                          | Electores                                                | 139 794 | Participación: \| \| 64,86 % \| | Participación: \| \| 64,86 % \| |
|                                    | 64,86 %                                                  |         |                                 |                                 |

## Concejales electos
Relación de concejales electos:
| N.º | Nombre                                | Lista | Lista   |
| --- | ------------------------------------- | ----- | ------- |
| 1   | Manuel Robles Delgado                 |       | PSOE    |
| 2   | Carmen Bonilla Martínez               |       | PSOE    |
| 3   | Sergio López Vaquero                  |       | PP      |
| 4   | Francisco Javier Ayala Ortega         |       | PSOE    |
| 5   | Alejandro Álvarez Carrillo            |       | GF      |
| 6   | Patricia de Frutos Hurtado            |       | C’s     |
| 7   | Silvia Buabent Vallejo                |       | PSOE    |
| 8   | Isidoro Ortega López                  |       | PSOE    |
| 9   | Alberto Pérez Boix                    |       | PP      |
| 10  | Isabel María Barrientos Burguillo     |       | PSOE    |
| 11  | Ruth Pascual Conde                    |       | GF      |
| 12  | Roberto Flores Jiménez                |       | C’s     |
| 13  | Adrián Pedro Carlos Martín Díez       |       | PSOE    |
| 14  | Raquel López Rodríguez                |       | PSOE    |
| 15  | María Teresa Fernández González       |       | IUCM-LV |
| 16  | María de los Ángeles Martínez Jiménez |       | PP      |
| 17  | Francisco Manuel Paloma González      |       | PSOE    |
| 18  | Sergio Manzano Figueroa               |       | GF      |
| 19  | Ana María Pérez Santiago              |       | PSOE    |
| 20  | Ángel Sobrino Ruiz                    |       | C’s     |
| 21  | Manuel Bautista Monjón                |       | PP      |
| 22  | Antonio González Moldes               |       | PSOE    |
| 23  | María del Carmen Seco Cañuelo         |       | PSOE    |
| 24  | Isabel María Déniz Álvarez            |       | GF      |
| 25  | Juan Carlos López del Amo             |       | PSOE    |
| 26  | Noelia Núñez González                 |       | PP      |
| 27  | Cristina Domínguez Encinas            |       | C’s     |

## Investidura del alcalde
En la votación de investidura celebrada el 13 de junio de 2015 Manuel Robles Delgado, resultó reelegido alcalde de Fuenlabrada con una mayoría absoluta de los votos de los concejales (14 votos).